# 2,4,5-三溴苯酚
2,4,5-三溴苯酚是一种有机化合物，化学式为C6H3Br3O，它是三溴苯酚的同分异构体之一。它可由3-溴苯酚和溴在乙酸中反应得到，副产物为2,3,4-三溴苯酚。它可用于合成其它含2,4,5-三溴苯氧基的有机化合物。